# Serragem
Serragem (português brasileiro) ou serradura (português europeu) ou serrim é o resíduo de madeira ou rochas, quando esses são serrados, ou seja, divididos em partes menores. 

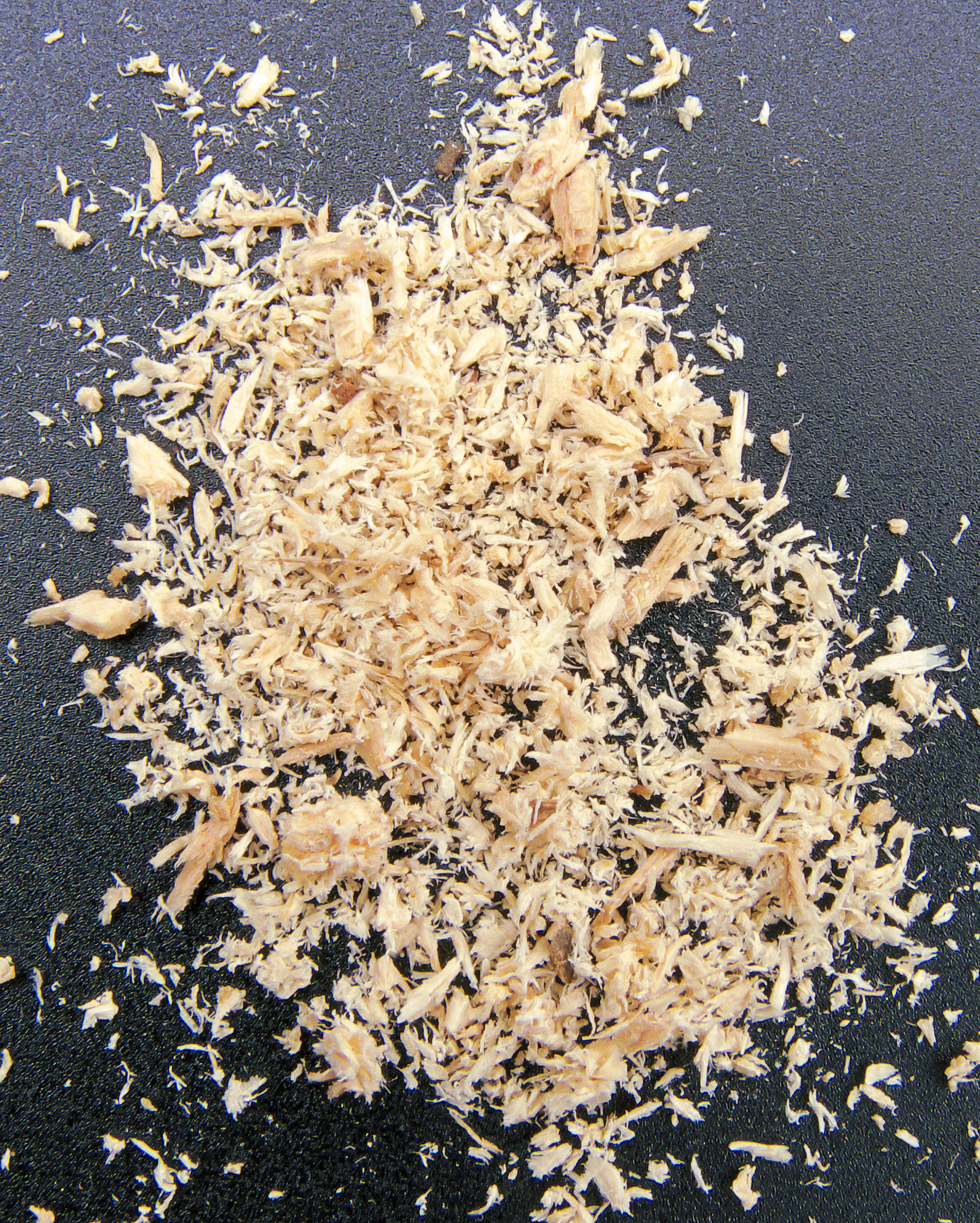
Serradura (pt.) ou serragem (br.)

A serradura é normalmente o excedente de trabalhos manuais com madeira e costuma ser constituída por pequenas lascas ou pó de madeira acumulados na zona de trabalho. 

## Usos
Pode ser utilizada para fabrico de contraplacado, enchimentos, produção de energia pela sua queima (biomassa), jardinagem.

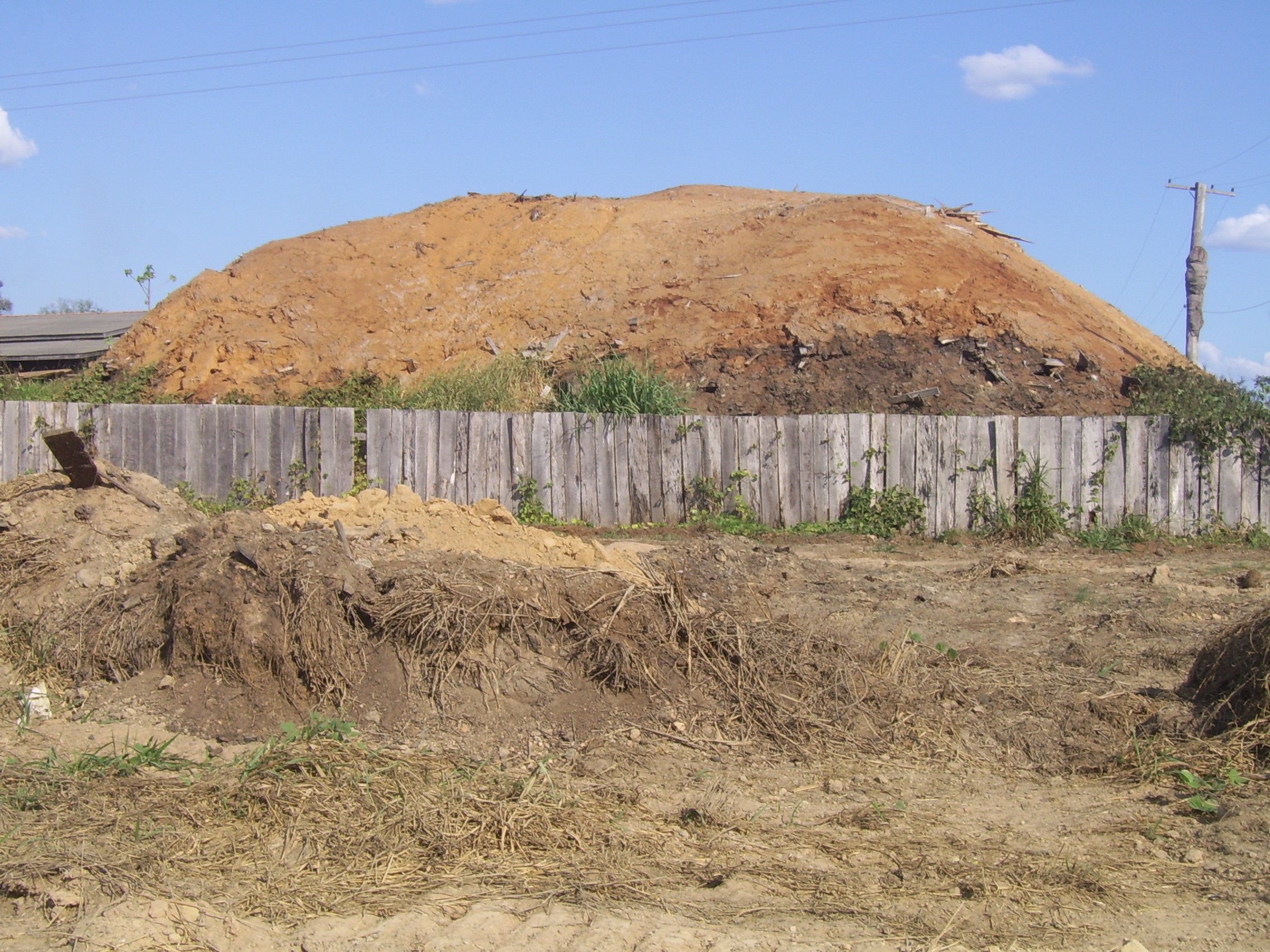
Aglomerado de serragem, resultado da indústria madeireira

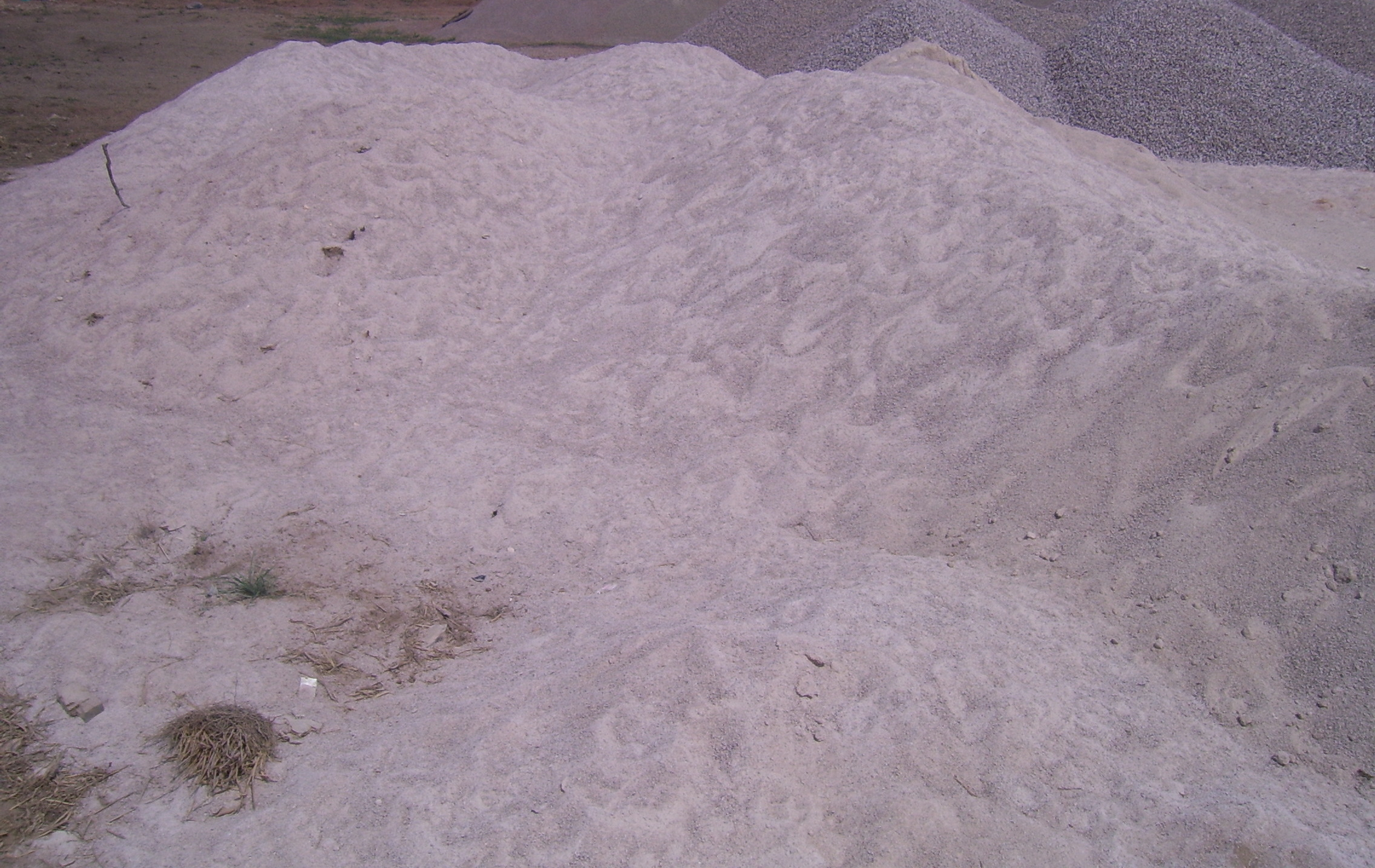
Serragem de rocha ou brita moída, utilizada na pavimentação.

### Serragem/serradura de madeira
- Combustível para pequenas olarias, por ser altamente inflamável.
- Nas feiras livres, é usada na venda de ovos, para protegê-los dentro de saco plásticos.
- É usada no feitio de bonecas, as chamadas Bonecas de composição.
- Como agente protetor, em casos de vazamentos de produtos químicos não inflamáveis.

### Serragem/serradura de rocha
De modo similar aos resíduos de madeira, também se pode dar o nome de serragem/serradura aos resíduos da serração de rocha. Esta emprega-se:
- Na construção civil, misturada ao concreto
- Como material de acabamentos em obras
- Em aquários ornamentais.